# Huisseling
Huisseling est un petit village néerlandais de la commune d'Oss du nord-est de la province du Brabant-Septentrional. Huisseling compte 405 habitants en 2005.

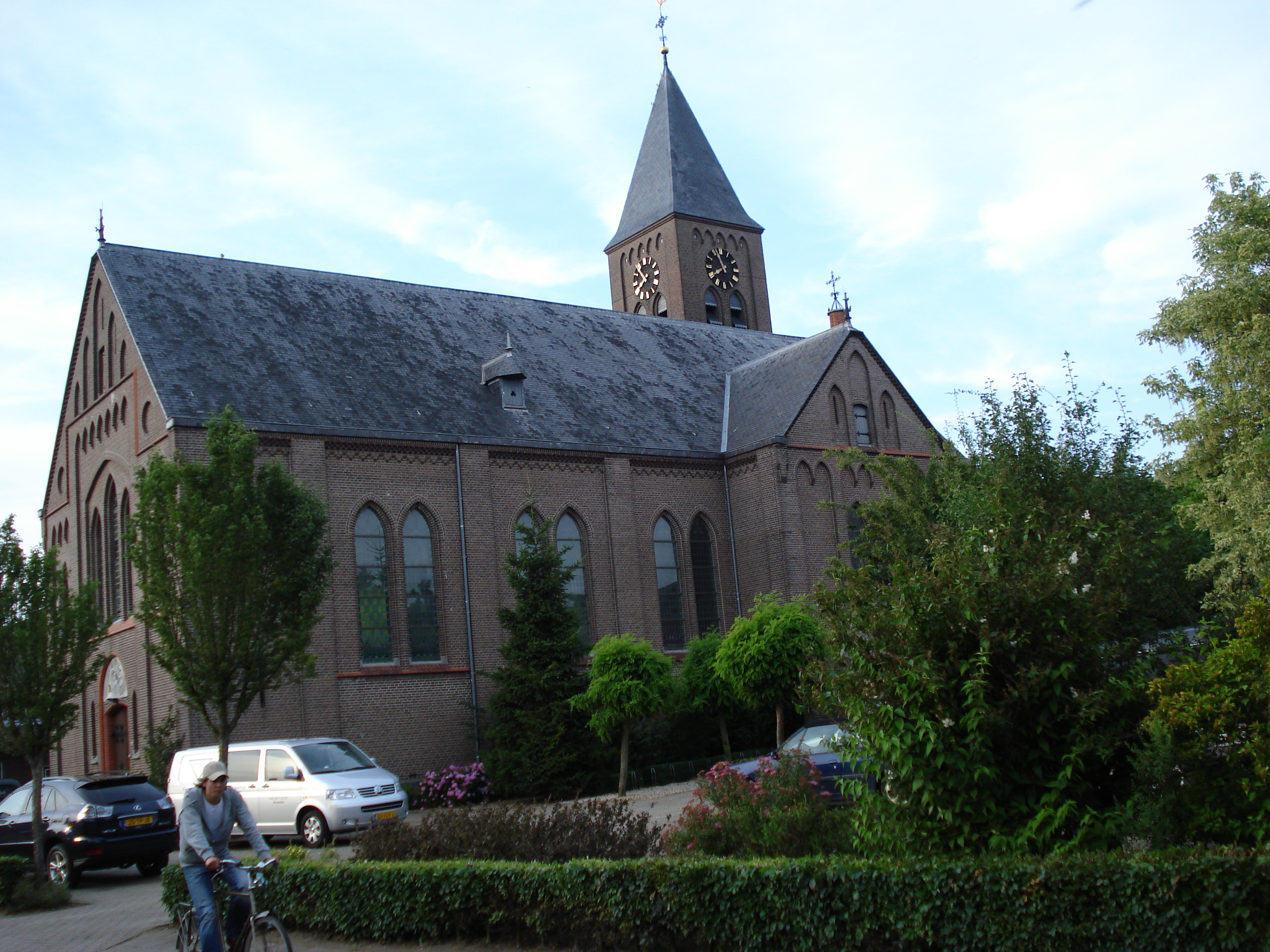
Huisseling, l'église.

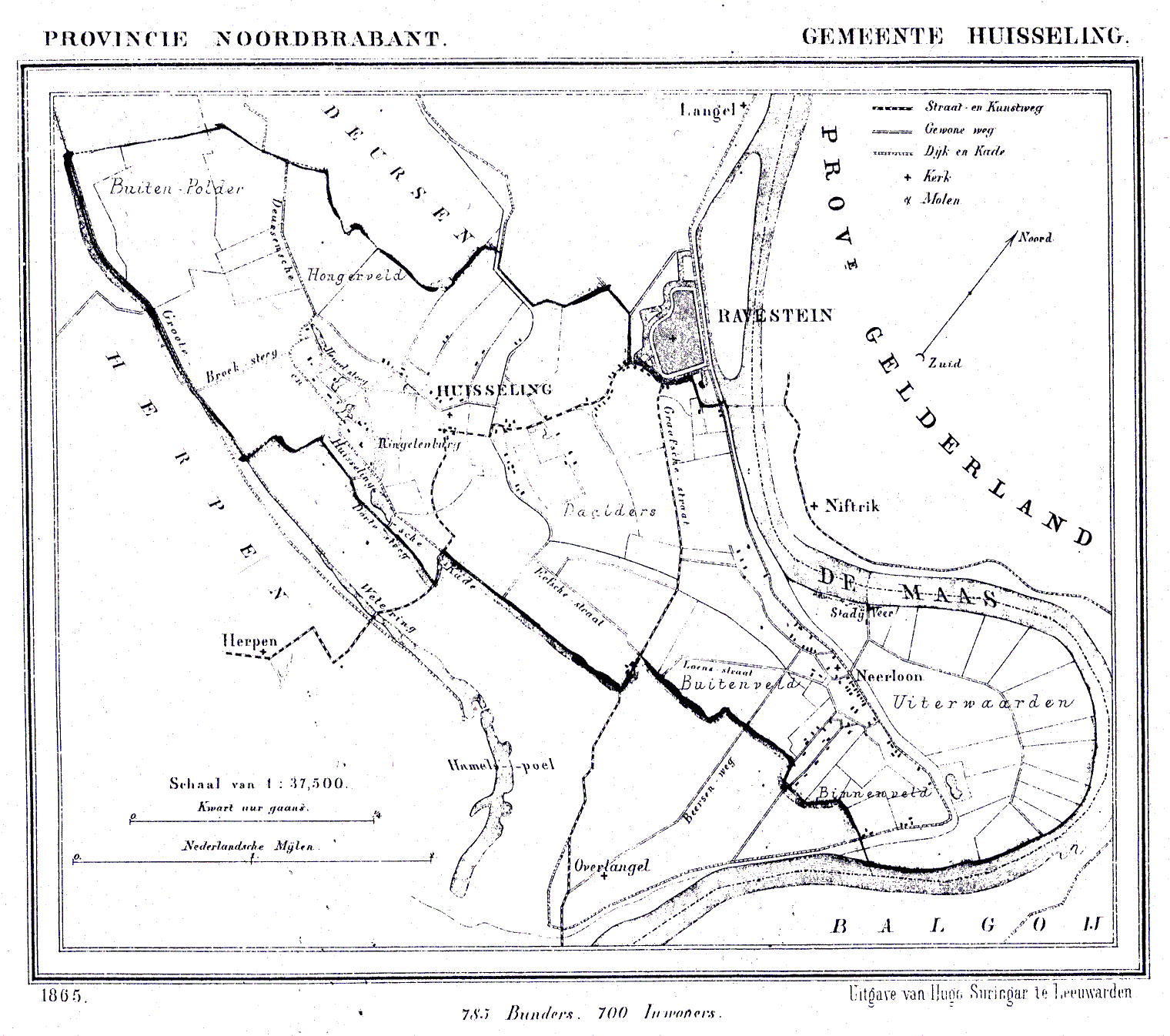
L'ancienne commune de Huisseling en 1865.

## Le nom
La première mention de Huisseling date de 783. En 815 on écrit Huusele super fluivis Mosa. L'étymologie n'est pas sûre mais le nom pourrait indiquer maison pauvre ou maison de Huso. En 1205, on écrit Huoseniggen.

## Un trou d'eau
Jusqu'au XXe siècle, le village a fréquemment souffert d'inondations de la Meuse. Huisseling était le siège d'un Waterschap, Syndicat des eaux et c'est un adjoint au maire de Huisseling qui a proposé en 1907 de construire à l'intérieur de la nouvelle digue de Ravenstein un mur de renfort, système qui a trouvé plus ample application. 
Même au XXe siècle, par sa situation entre la Meuse et la traversée du Déversoir de Beers dans la vallée du Hertogswetering, Huisseling s'est peu développé. Dernièrement, Huisseling et Ravenstein se sont rejoints du fait des nouvelles constructions, tout en restant deux localités distinctes.

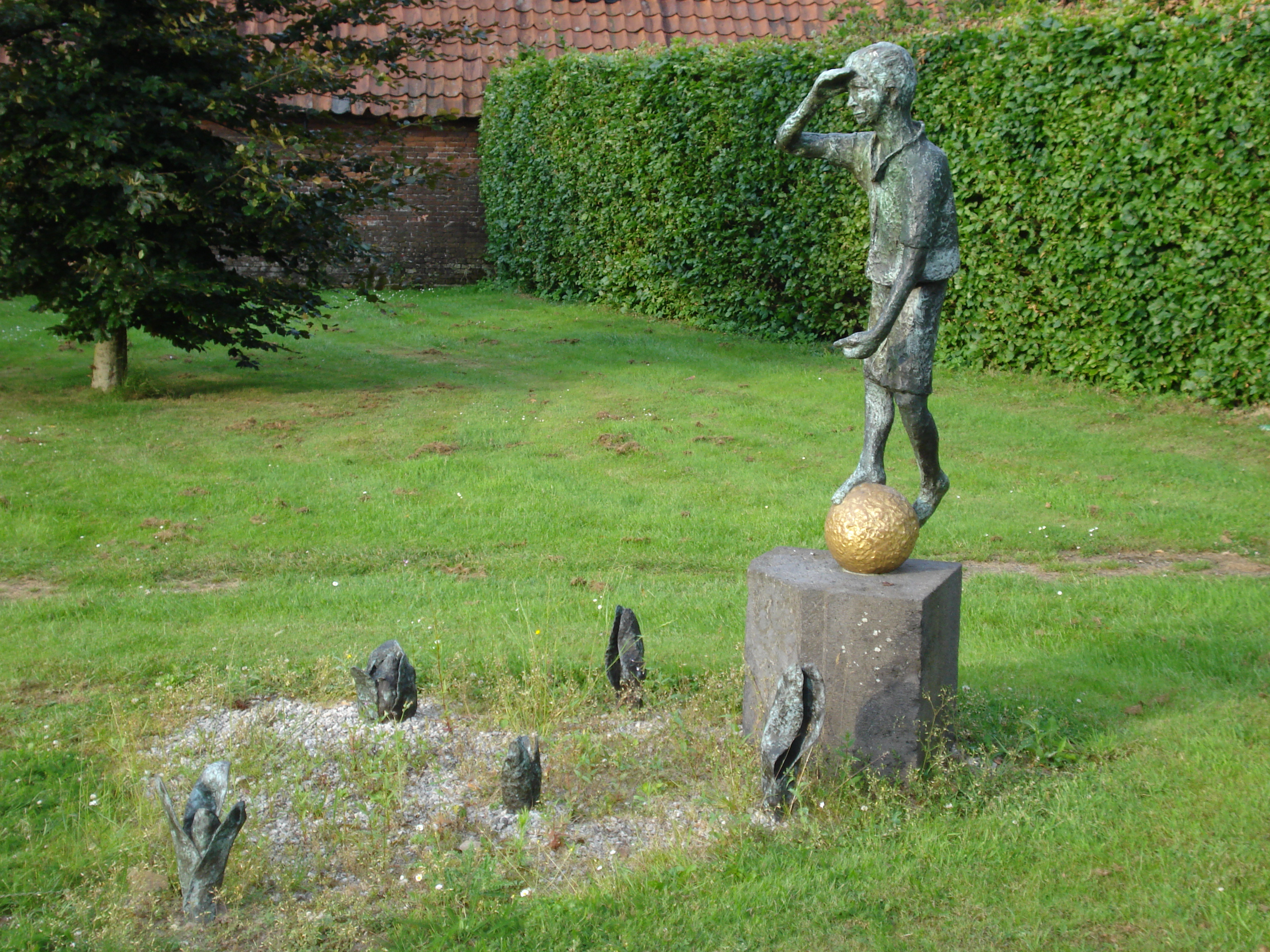
Huisseling, jeune footballeur face au soleil du soir.

## Administratif
Huisseling était un fief des Seigneurs de Herpen et est resté des siècles durant une paroisse ou commune sous la dépendance de Herpen, puis Ravenstein. Vers 1813, à la formation du Royaume des Pays-Bas, Huisseling est détaché de Herpen et forme avec Neerloon la commune de Huisseling en Neerloon ou Huisseling c.a.. Cette ancienne commune est annexée en 1923 à l'ancienne commune de Ravenstein qui, fait exceptionnel, a choisi de s'attacher librement en 2003 à la commune d'Oss.

## L'église
Plusieurs fois, pour des raisons diverses, l'église Saint Lambert de Huisseling a été construite et démolie. Ravagée à plusieurs occasions pendant la guerre de Quatre-Vingts Ans et démolie pendant le siège de Grave par le Duc d'Alva en 1586. Démolie avec 29 habitations en 1621 pour faire place aux nouvelles fortifications de la ville de Ravenstein. Reconstruite en 1626 sur le site actuel. Restauré et agrandi en 1852, le bâtiment alors délabré est démoli en 1906. L'église actuelle date de 1911. C'est une simili-basilique néogothique à trois nefs. À l'intérieur se trouvent des fonts baptismaux du XVe et une statue en bois de Saint Eloy du XVIe. Sur la place de l'église se trouve un ossuaire du XIXe avec un fronton sculpté du XVIIe.

## Vie catholique
La confrérie de St. Lambert, fondée avant 1500, existe toujours comme guilde de gonfalons et d'archers. Comme tout dans le Pays de Ravenstein catholique et indépendant à l'intérieur des États protestants, Huiiseling jouissait de la liberté de procession et grâce à la statue de Saint Eloy, Huisseling est un lieu de pèlerinages de ce saint patron des forgerons. Pendant l'occupation française, un curé de Huisseling a fondé en 1799 une École Supérieure de Théologie, séminaire de 1799 à 1824.

## Berceau de mutualités
Dans ce village pauvre, il y avait un bon soutien réciproque. L'église possédait une caisse de pauvreté et les agriculteurs s'étaient organisés dans le Boerenbond Huisseling. Fin XIXe siècle, celle-ci fonde à Huisseling une Mutualité contre l'incendie qui sera le commencement de la grande compagnie d'assurances Interpolis. Huisseling était aussi un des premiers villages à fonder, en 1897, une Boerenleenbank, caisse agricole d'emprunt. L'exemple sera suivi par d'autres villages. Du Boerenleenbank est née la grande banque coopérative Rabobank.

## Galerie d'images

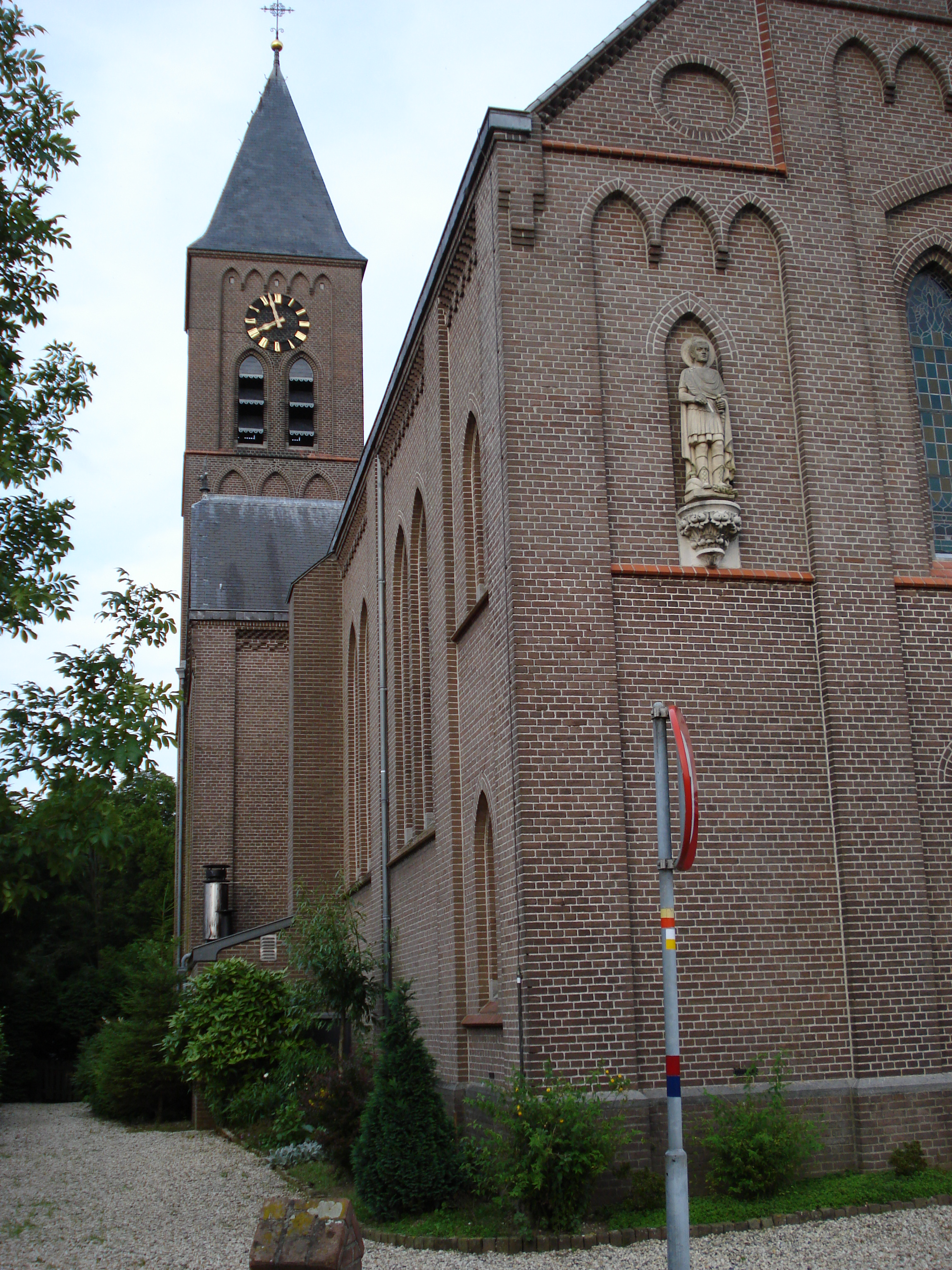
Huisseling, la tour à côté de l'église.
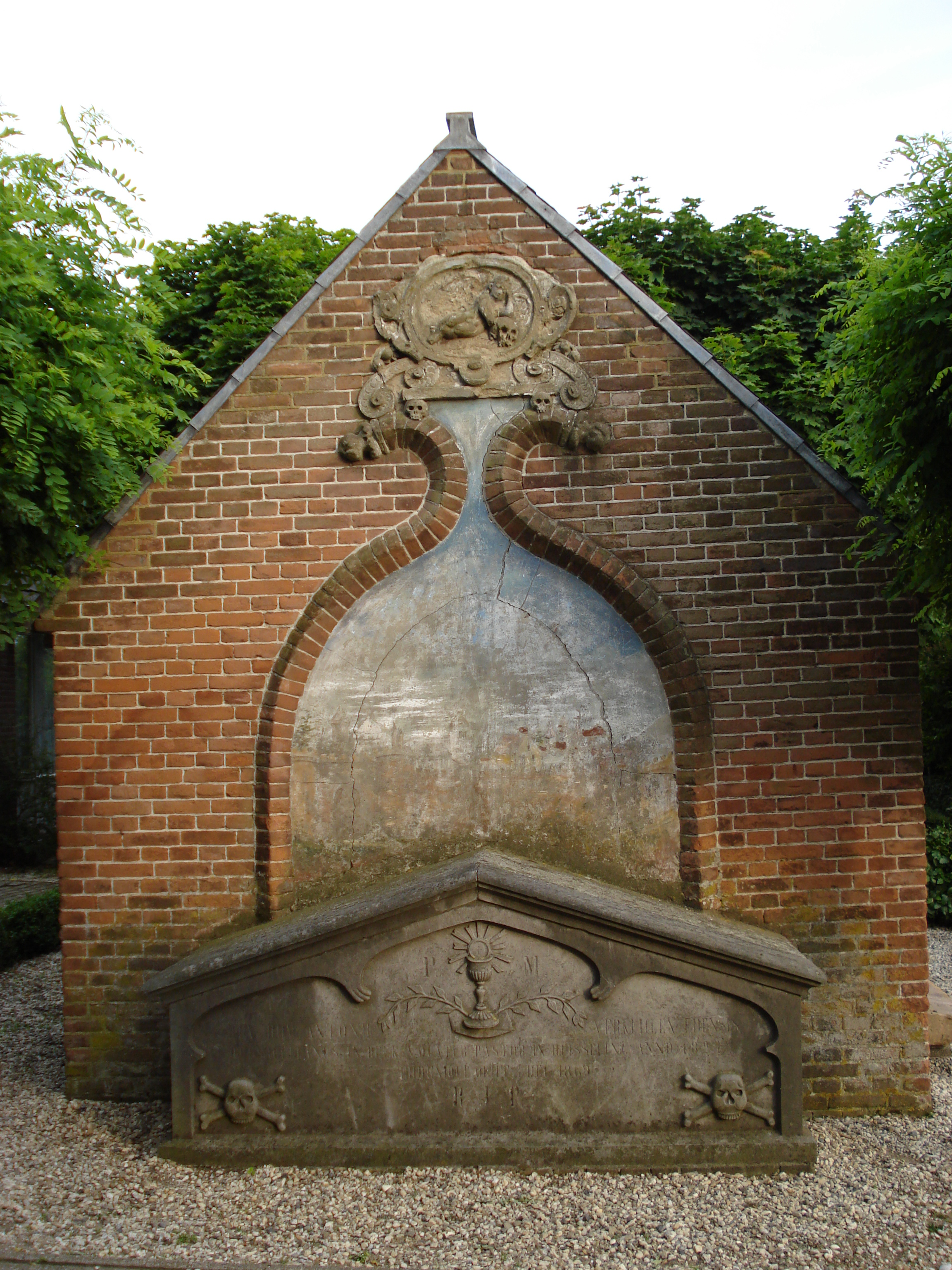
Huisseling, l'ossuaire.
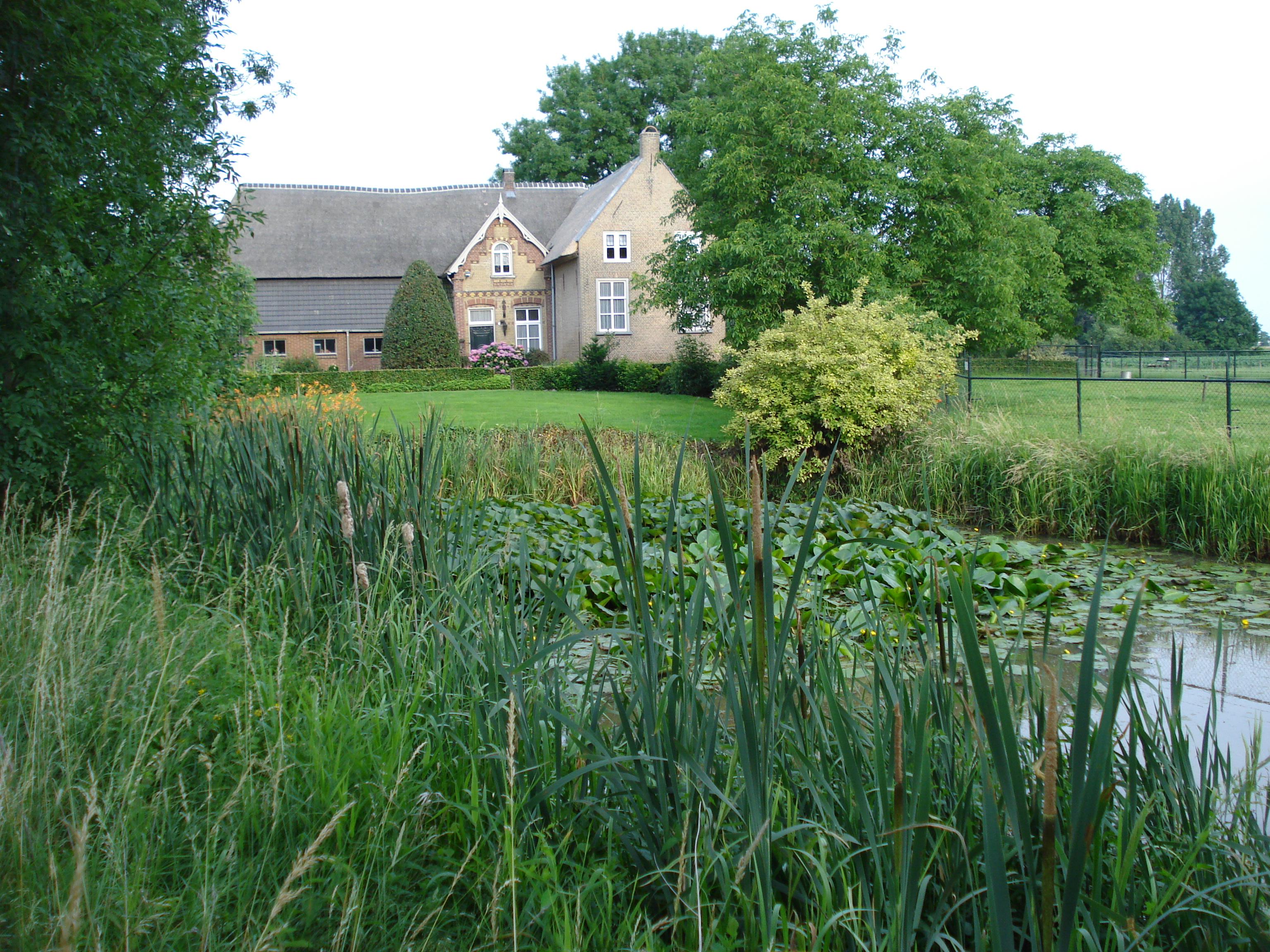
Huisseling, une ferme.
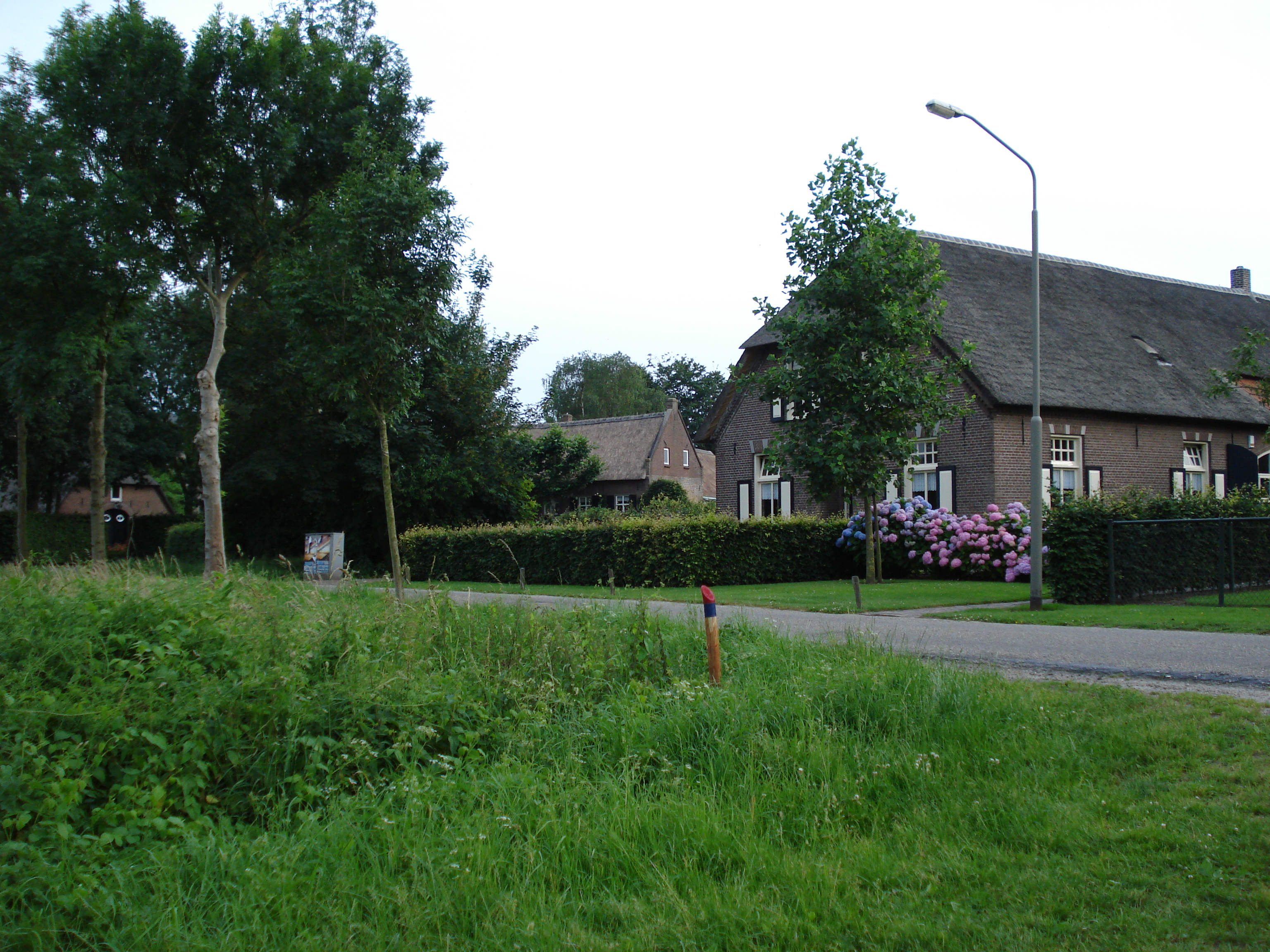
Huisseling, groupe de fermes.